# Waters of Nazareth
"Waters of Nazareth" es una canción realizada por el dúo francés de música electrónica Justice. Ha sido lanzado como su primer sencillo de su álbum debut † en el 14 de septiembre del 2005. Ha sido lanzado como en formato vinilo de 12" y un CD con las tres canciones originales. El vinilo contiene remixes de DJ Funk, Erol Alkan, Justice y Feadz.

## En la cultura popular
Esta canción está incluida en la emisora de radio ElectroChoc del videojuego Grand Theft Auto IV. La canción aparece en la película del 2016 "War Dogs" y está fusionada con "War" de Edwin Starr en el videojuego rítmico DJ Hero 2.

## Lista de canciones
- 12" (primer lanzamiento)[1]

1. "Waters of Nazareth"
2. "Let There Be Light"
3. " Carpates"

- 12" y CD (segundo lanzamiento)[2]

1. "Waters of Nazareth"
2. "Let There Be Light"
3. "Carpates"
4. "Waters of Nazareth (Justice Remix)"
5. "Let There Be Light (DJ Funk Bounce Dat Ass Remix)"
6. "Waters of Nazareth (Erol Alkan durr durr durrrrrr re-edit)"

- Canciones bonus de Japón

1. "Let There Be Light (Breakbot remix)"

## Posicionamiento en listas
| Lista (2007)            | Mejor posición |
| ----------------------- | -------------- |
| Dinamarca (Tracklisten) | 15             |
| Francia (SNEP)          | 88             |